# Kaplica mariawicka w Świętochach
Kaplica mariawicka w Świętochach – mariawicka kaplica filialna w Świętochach, w województwie mazowieckim, powiecie mińskim, gminie Siennica. Obiekt należy do parafii św. Jana Chrzciciela w Cegłowie, w diecezji lubelsko-podlaskiej Kościoła Starokatolickiego Mariawitów w RP.
Kaplicę zbudowano na początku XX w.
Budowla drewniana, konstrukcji zrębowej, wzniesiona na planie prostokąta. Dach kaplicy blaszany, jednokalenicowy, z kwadratową sygnaturką zwieńczoną ostrosłupowym hełmem z latarnią.